# Càtedra Gaudí
La Càtedra Gaudí és un centre de documentació dedicat a l'estudi i conservació de l'obra de l'arquitecte modernista català Antoni Gaudí. Fundada el 1956, el seu primer director va ser Josep Francesc Ràfols. Entre 1968 i 2008 estava situada als Pavellons de la Finca Güell de Pedralbes, obra del mateix Gaudí per encàrrec del seu mecenes, Eusebi Güell (1884-1887). Actualment es troba a la planta baixa de l'Escola Tècnica Superior d'Arquitectura de Barcelona (ETSAB) de la Universitat Politècnica de Catalunya (UPC).

## Història
Va ser creada per ordre ministerial el 3 de març del 1956, adscrita a l'Escola d'Arquitectura de Barcelona. El primer catedràtic-director va ser el professor Josep Francesc Ràfols i Fontanals, biògraf i deixeble d'Antoni Gaudí, que va exercir el càrrec el període comprès entre els anys 1956 i 1960. Amb motiu de la seva jubilació, ña direcció de la càtedra va ser assumida pel professor i arquitecte Josep Maria Sostres i Maluquer. L'any 1968, amb motiu del seu nomenament com catedràtic d'Història d'Arquitectura i Paisatge, va ser subsitutít pel professor Joan Bassegoda i Nonell fins a la seva jubilació acadèmica l'any 2000. A partir d'aquesta data, el director de la ETSAB el va nomenar Conservador de la Càtedra, càrrec que va exercir fins a finals de l'any 2008, quan fou nomenat director Juan José Lahuerta.
El 1968, la Càtedra va sortir físicament de l'Escola d'Arquitectura de Barcelona per a instal·lar-se als pavellons de les cavallerisses que constituïen una de les tres entrades a l'antiga Finca Güell, edifici propietat de la Universitat de Barcelona que llavors estava fora d'ús i en un lamentable estat de conservació. Gràcies a unes subvencions, es van realitzar uns treballs de restauració que van permetre instal·lar-hi la Càtedra fins al mes de febrer del 2008, quan els rectors de la Universitat de Barcelona Màrius Rubiralta i el de la Universitat Politècnica de Catalunya Antoni Giró van acordar-ne l'alliberament per a destinar-los a activitats acadèmiques singulars d'ambdues Universitats.
D'aquesta manera, la Càtedra Gaudí es va traslladar provisionalment a la Universitat de Barcelona, i finalment ha retornat a les noves dependències de l'Escola Tècnica Superior d'Arquitectura de Barcelona. Amb aquest trasllat es va donar un nou impuls als treballs iniciats l'any 2004 a instàncies de la direcció de l'ETSAB enfocats a recuperar, inventariar i catalogar de forma rigorosa i sistemàtica l'important fons material, documental i bibliogràfic recollit en la Càtedra al llarg de cinquanta anys i instal·lar-lo en llocs més adequats per a la seva consulta i millor condicionats pel que fa a la seva conservació.

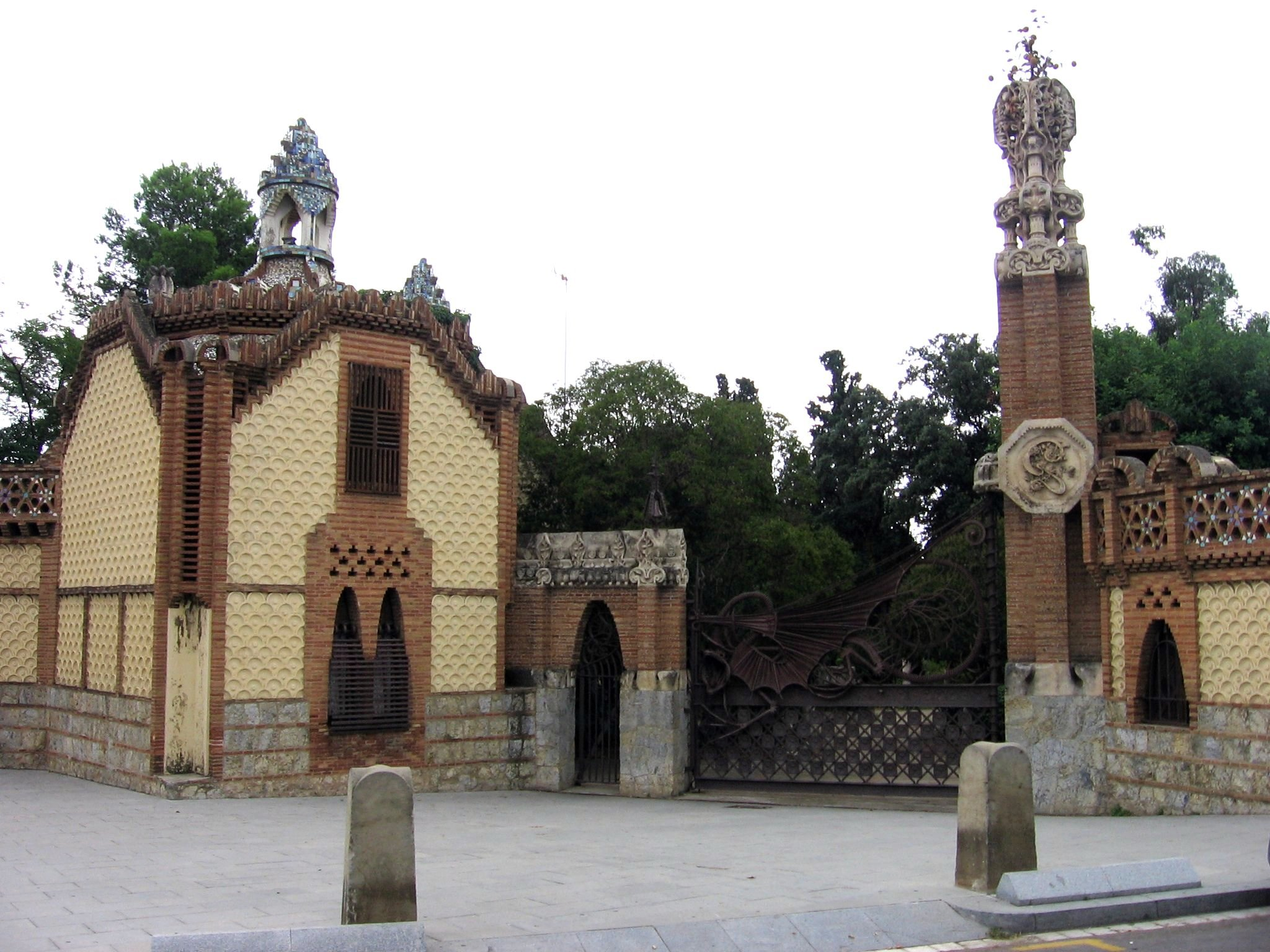
Pavellons i porta nord de la Finca Güell, antiga seu de la Càtedra Gaudí

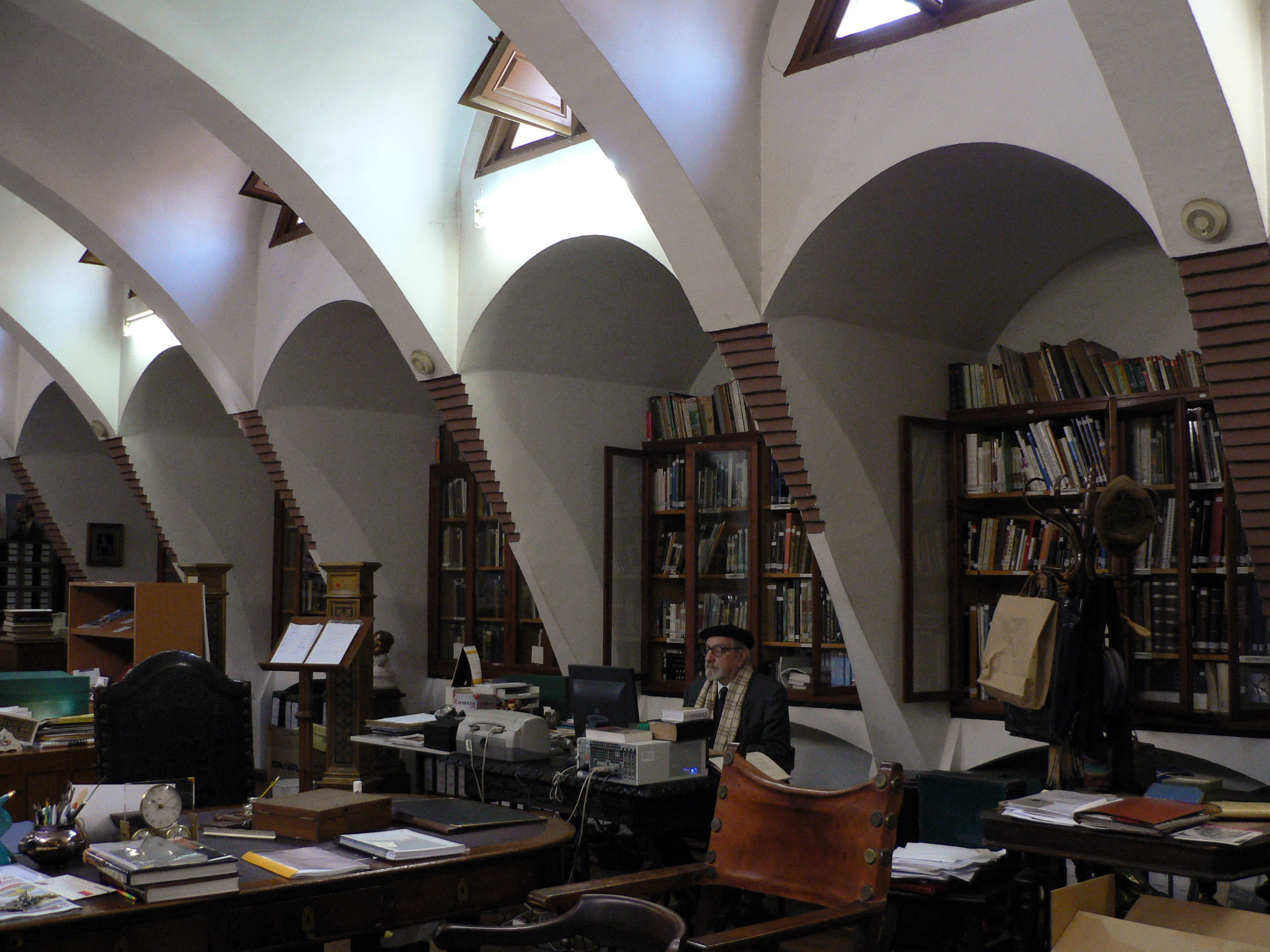
Joan Bassegoda i Nonell a l'interior de l'antiga seu

## Fons
Els fons de la Càtedra són variats i de notable valor. Els dibuixos originals d'Antoni Gaudí es troben dipositats a l'Arxiu Gràfic de l'ETSAB; els fons bibliogràfics, documentals i fotogràfics són a les dependències de la Càtedra en fase de catalogació i són consultables. El fons fotogràfic Canosa es troba dipositat al Centre de Documentació i Imatge de Terrassa, entitat universitària dependent de la UPC. El fons de material per a exposicions està constituït per eines, mobles i peces arquitectòniques de la càtedra i és d'un volum excepcional pel que es troba emmagatzemat.
L'agost del 2012 es va fer públic que estaven en converses amb el Museu Nacional d'Art de Catalunya per a crear un espai d'exposició permanent sobre Gaudí al museu.

## Directors[calcitació]
- 1956 - 1960 Josep Francesc Ràfols
- 1960 - 1968 Josep Maria Sostres i Maluquer
- 1968 - 2000 Joan Bassegoda i Nonell
- 2000 - 2016 Jaume Sanmarti i Verdaguer
- 2016 - 2023 Juan José Lahuerta
- 2023 - Galdric Santana Roma